# Agent 3S3, passeport pour l'enfer
Pour plus de détails, voir Fiche technique et Distribution.
Agent 3S3: Passeport pour l'enfer (Agente 3S3: Passaporto per l'inferno) est un film d'espionnage sorti en 1965 en France. C'est le premier long métrage réalisé par Sergio Sollima et c'est aussi la première aventure cinématographique avec George Ardisson comme agent 3S3.

## Synopsis
Après la mort en force d'un espion, Walter Ross doit détruire l'organisation criminelle "Black Scorpion" de façon à appréhender leur patron qui s'appelle „Monsieur A“. Il a besoin de pourchasser le criminel en Autriche et en Allemagne. 

## Commentaires
Il y a un deuxième film avec George Ardisson comme Walter Ross: Agent 3S3, massacre au soleil (Agente 3 S 3 massacro al sole).

## Fiche technique
- Titre original : Agente 3S3: Passaporto per l'inferno
- Titre français : Agent 3S3, passeport pour l'enfer
- Réalisation : Sergio Sollima (sous le nom de « Simon Stirling »)
- Producteur : Cesáreo González
- Photographie : Charlie Charlies
- Montage: Teresa Alcocer et Jordan B. Matthews (Bruno Mattei)
- Décors : Juan Alberto Soler
- Musique : Piero Umiliani
- Durée : 100 min
- Langue : italien
- Couleur : Technicolor
- Formay : 2.35 : 1
- Date de sortie 
  - Italie : 25 mai 1965
  - France : 30 mars 1966[1]
- Affiche : Jouineau Bourduge (France)

## Distribution
- George Ardisson : Walter Ross, agent 3S3
- Barbara Simons : Irmgard von Wittstein
- Béatrice Altariba : Elisa von Sloot
- Georges Rivière : Professor Steve Dickson
- José Marco : Ahmed
- Frank Andrews (Franco Andrei) : Bellamy
- Senta Heller (Liliane Fernani) : Karina
- Seyna Seyn : Jackye Vein
- Heinrich Rauch (Henri Cogan) : Sanz
- Ferdinand Bergmann (Fernando Sancho) : Colonel Dolukin
- Sal Borgese : un homme sans nom